# Alaa Satir
Alaa Satir, née en 1990, à Khartoum, au Soudan, est une artiste visuelle soudanaise, connue pour ses illustrations, ses peintures murales, ses caricatures et ses bandes dessinées présentant des images relatives aux droits des femmes, à la révolution soudanaise ou à d'autres questions sociales et politiques du Soudan contemporain. Depuis sa première exposition à Khartoum en 2017, et notamment grâce à ses peintures murales  réalisées pendant la Révolution soudanaise, soulignant l'importance des femmes dans cette révolution, elle a acquis une réputation internationale en tant qu'artiste et militante pour la liberté d'expression, la justice sociale et les droits des femmes. Elle est membre de Cartooning for Peace. Un de ses dessins a fait également la couverture d’un ouvrage de Plantu et de René Guitton en 2021, Africa.

## Biographie
Née en 1990, à Khartoum, elle effectue des études supérieures d’architecture à l'université de Khartoum,. Après avoir obtenu son diplôme, elle se fait connaître par ses caricatures et autres illustrations reflétant ses points de vue critiques sur la société et la politique au Soudan. En plus de publier ses œuvres sur les médias sociaux, elle travaille comme graphiste indépendante pour des ONG, des médias soudanais et comme caricaturiste indépendante à Khartoum. En 2017, elle organise sa première exposition personnelle, intitulée Morning Doodles, reflétant son point de vue sur les droits des femmes, les médias sociaux et la politique dans son pays,. En 2018, l'institut culturel français de Khartoum présente une exposition consacrée à ses œuvres graphiques sur le thème de la violence contre les femmes.
Avant et pendant la révolution soudanaise, de décembre 2018 à octobre 2019, une révolution qui a conduit à la destitution du président Omar el-Bechir, son travail est davantage remarqué de par ses peintures murales à grande échelle réalisées dans les rues de Khartoum, affirmant l'importance des femmes dans la révolution. Ainsi, selon l’édition britannique du magazine Vogue, « Alaa Satir a déclenché une chaîne d'expression artistique au Soudan lorsqu'elle a peint une audacieuse fresque bleue et jaune d'une femme couronnée, le bras défiant tendu, à côté d'un chant rimé se traduisant par "Hé les filles, tenez bon, c'est la révolution des femmes" sur un mur vierge.. ».  Créer de l'art de rue était important pour elle, car, indique-t-elle, « la rue est traditionnellement dominée par les hommes (. (...) c'est différent pour une femme d'occuper cet espace ». À travers ses peintures murales visibles par le public, elle souhaite documenter les événements, capter l’attention  sur la révolution en cours et le rôle des femmes dans cette révolution, toucher davantage de personnes, de différents groupes d'âge et de différents milieux. L'une de ses peintures murales bien connue montre un groupe de femmes avec la légende « We are the revolution »,,.
Après cette période, elle s'installe au Royaume-Uni pour acquérir une maîtrise en beaux-arts et arts appliqués à l'Université des arts de Londres. Depuis 2019, elle est membre de l'association internationale Cartooning for Peace, fondée par le dessinateur français Plantu et d'autres dessinateurs de différents pays. À ce titre, elle participe à différentes conférences et expositions, comme début mai 2019 en l'honneur de la Journée mondiale de la liberté de la presse à Addis-Abeba, en Éthiopie, ou encore, en 2021, à Paris au Forum des Images (pour les tables rondes et conférences) et Forum des Halles (pour les expositions). En mai 2021, Cartooning for Peace a publié un recueil de dessins de presse sélectionnées par Plantu, dans un livre publié par les éditions française Calmann-Levy, intitulé Africa. Un texte de présentation d’Alaa Satir y figure aux côtés de cinquante autres dessinateurs de pays africains ainsi que quelques exemples de dessins. C'est un de ses dessins (ou plus exactement un extrait d'un de ses dessins) qui a été retenu pour la page de couverture de l’ouvrage.